# ليغازبي (محطة مترو أنفاق مدريد)
ليغازبي (بالإسبانية: Legazpi)‏ هي محطة مترو أنفاق في مدريد في إسبانيا، تقع على الخط رقم 3,6.